# Каменное (Солонянский район)
Каменное (укр. Кам'яне) — село,
Василевский сельский совет,
Солонянский район,
Днепропетровская область,
Украина.
Код КОАТУУ — 1225081505. Население по переписи 2001 года составляло 580 человек .

## Географическое положение
Село Каменное находится на расстоянии в 1 км от сёл Червонокаменное и Новосёловка,
в 4-х км от пгт Солёное.
Через село проходит автомобильная дорога Н-08.

## Объекты социальной сферы
- Клуб.